# Layer-By-Layer 해법
LBL 해법(Layer-By-Layer method, 층별 해법) 또는 초심자 해법(Beginners' method)은 3x3x3 루빅스 큐브을 푸는 해법 중 하나이다. 많은 초심자들이 사용하는 방법이지만, 고급 해법인 CFOP 해법의 기초가 되기도 한다.

## 역사
LBL 해법은 데이빗 싱마스터(David Singmaster)가 그의 1980년의 책 Notes on Rubik's "Magic Cube"에서 처음 제안되었다. 이후제임스 G. 노스(James G. Nourse)가 The Simple Solution to Rubik's Cube에서 같은 아이디어를 채택하였으며, 이 책은 1981년에 가장 많이 팔린 책이 되었다. 같은 시기에 돈 테일러(Don Taylor)의 책 Mastering Rubik's Cube와 시릴 외스트롭(Cyril Östrop)의 Solving the Cube에서 유사한 접근 방법을 볼 수 있다.

## 방법
LBL 해법은 첫 번째 단계로 큐브 한 면에 십자 모양(Cross)의 엣지(edge, 모서리) 조각을 맞추는 것으로 시작한다. 이때 엣지 조각의 색상이 인접한 중앙 조각의 색과 일치해야 한다. 두 번째 단계로 코너(corner, 귀퉁이) 조각들을 엣지 조각들 사이에 넣어 첫 번째 층을 완성한다. 세 번째 단계로, 중간 층의 네 엣지 조각을 맞추어 처음 2개 층을 완성한다. 네 번째, 마지막 층에 반대쪽 색상의 십자를 만든다. 다섯 번째, 마지막 층의 엣지 조각을 위치에 맞게 배치한다. 여섯 번째, 마지막 층의 코너 조각들을 위치에 맞게 배치하고 마지막으로 코너의 방향을 맞춘다.

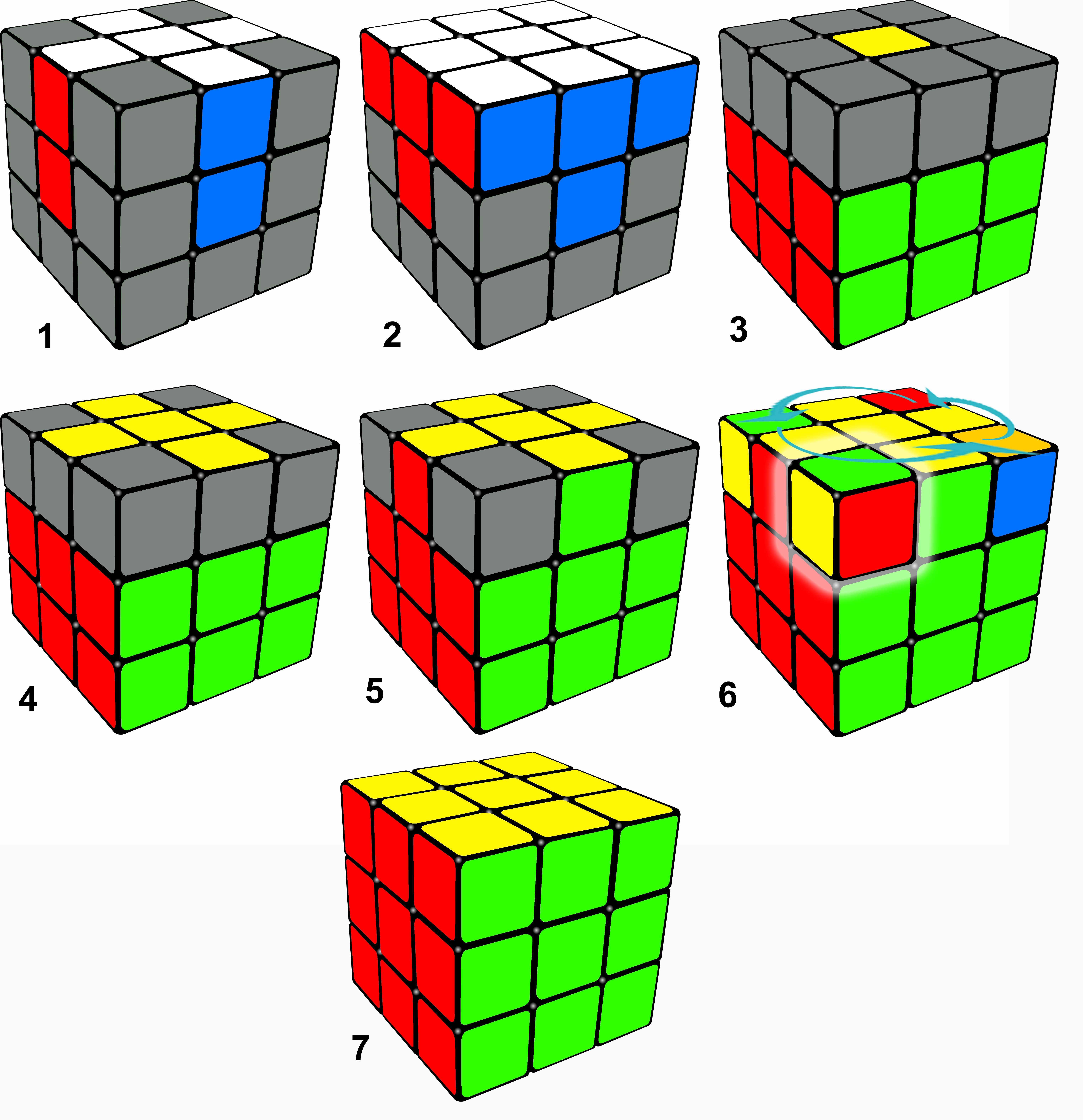
루빅스 큐브에서 LBL 해법의 개요. 세 번째 단계에서 큐브를 뒤집었다.

대부분의 LBL 해법은 첫 2개 층을 동일한 기술을 이용하여 완성한다. 하지만, 마지막 층에 대해서는 코너 조각이나 엣지 조각 중 먼저 맞춰진 것들을 고려하여 다양한 변형 기술이 사용된다.

## CFOP 해법
1980년대에 제시카 프리드리히(Jessica Fridrich)와 그 외의 사람들이 개발한 CFOP 해법은 LBL 해법과 비슷하게 큐브를 층별로 나누어 맞춘다. 하지만, CFOP 해법은 LBL 방법에 비해 훨씬 많은 알고리즘을 사용하기 때문에 학습하기 더 어렵지만 숙련된 후에는 더 빨리 맞출 수 있다.